# Clan Fraser of Lovat
Fraser of Lovat ist der Name eines schottischen Clans, der aus dem Gebiet um das Loch Ness stammt.

## Geschichte
Der erste verbürgte Fraser of Lovat war Sir Simon Fraser († 1333), der im 14. Jahrhundert durch Heirat die feudale Baronie Lovat in Inverness-shire erwarb. Er war der zweite Sohn des Sir Andrew Fraser († vor 1306), Laird of Touchfraser in Stirlingshire, und begründete in den schottischen Highlands den Clan Fraser of Lovat als Nebenlinie des Clan Fraser, während sein älterer Bruder Alexander Fraser (um 1256–1332), Laird of Touchfraser and Cowie, weiterhin der Hauptlinie des Clans in den schottischen Lowlands vorstand. Simons Nachfahre Hugh Fraser († um 1500) wurde zwischen 1458 und 1464 zum Lord Lovat erhoben.
Simon Fraser, 11. Lord Lovat half, den Jakobiteraufstand von 1715 zu organisieren, und war an seiner Niederschlagung beteiligt, nachdem klar wurde, dass er zum Scheitern verurteilt war. Beim Zweiten Jakobiteraufstand stellte er sich offen auf die Seite der Aufständischen, nachdem sie in der Schlacht bei Prestonpans gewonnen hatten, und wurde nach der erneuten Niederschlagung der Rebellion im Alter von 80 Jahren geköpft.
Simon Fraser, 15. Lord Lovat kommandierte im Zweiten Weltkrieg nach ihm benannte Kommandos und wurde später unter Churchill Minister.
Das Motto des Clans lautet Je suis prest („Ich bin bereit“).
Der Fraser-Clan wurde international bekannt durch die Outlander-Buchreihe von Diana Gabaldon, die für das Fernsehen verfilmt wurde.

## Bilder

Clan-Abzeichen und Motto
Wappen der Fraser of Lovat
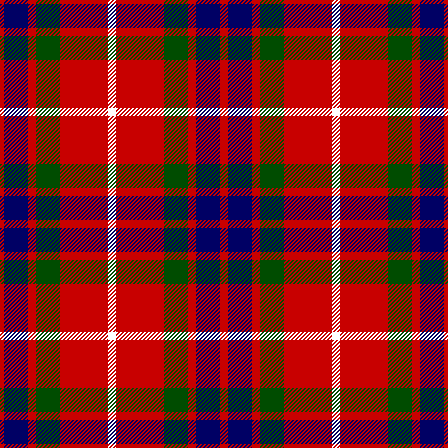
Tartan
Simon Fraser, 11. Lord Lovat, genannt „der Fuchs“